# Südkoreanische Fußballnationalmannschaft/Weltmeisterschaften
Der Artikel beinhaltet eine ausführliche Darstellung der südkoreanischen Fußballnationalmannschaft bei Weltmeisterschaften. Südkorea nahm am häufigsten von allen asiatischen Mannschaften an Fußballweltmeisterschaften teil. Seit 1986 ist Südkorea Stammgast bei den WM-Endrunden. In der ewigen Tabelle der WM-Endrundenteilnehmer belegt Südkorea als beste asiatische Mannschaft den 26. Platz, ist aber die schlechteste Mannschaft mit mehr als zehn Teilnahmen.

## Überblick
| Jahr | Gastgeberland       | Teilnahme bis …                    | Letzte(r) Gegner                | Ergebnis | Trainer       | Bemerkungen und Besonderheiten |
| ---- | ------------------- | ---------------------------------- | ------------------------------- | -------- | ------------- | --- |
| 1930 | Uruguay             | nicht teilgenommen                 |                                 |          |               | 1. Länderspiel erst 1948; Korea noch Teil Japans |
| 1934 | Italien             | nicht teilgenommen                 |                                 |          |               | 1. Länderspiel erst 1948; Korea noch Teil Japans |
| 1938 | Frankreich          | nicht teilgenommen                 |                                 |          |               | 1. Länderspiel erst 1948; Korea noch Teil Japans |
| 1950 | Brasilien           | nicht teilgenommen                 |                                 |          |               | |
| 1954 | Schweiz             | Vorrunde                           | Ungarn, Türkei                  | 16.      | Kim Yong-sik  | Nach zwei Niederlagen (0:9 gegen Ungarn und 0:7 gegen die Türkei) ausgeschieden. Das 0:9 war bis 1982, als ebenfalls Ungarn mit 10:1 gegen El Salvador gewann, die höchste Niederlage bei einer WM                                             |
| 1958 | Schweden            | Anmeldung durch die FIFA abgelehnt |                                 |          |               | |
| 1962 | Chile               | nicht qualifiziert                 |                                 |          |               | In der Qualifikation in den Play-offs Europa/Ostasien an Jugoslawien gescheitert. |
| 1966 | England             | zurückgezogen                      |                                 |          |               | Südkorea zog sich ebenso wie alle 15 gemeldeten afrikanischen Mannschaften aus der Qualifikation zurück, da die FIFA den Mannschaften aus Afrika, Asien und Ozeanien nur einen Endrundenplatz zugestand.                                       |
| 1970 | Mexiko              | nicht qualifiziert                 |                                 |          |               | In der Qualifikation an Australien gescheitert, das sich aber ebenfalls nicht qualifizieren konnte. |
| 1974 | Deutschland         | nicht qualifiziert                 |                                 |          |               | In der Qualifikation in den Entscheidungsspielen an Australien gescheitert. |
| 1978 | Argentinien         | nicht qualifiziert                 |                                 |          |               | In der Qualifikation am Iran gescheitert. |
| 1982 | Spanien             | nicht qualifiziert                 |                                 |          |               | In der Qualifikation in der 1. Runde an Kuwait gescheitert. |
| 1986 | Mexiko              | Vorrunde                           | Argentinien, Bulgarien, Italien | 20.      | Kim Jung-nam  | Als Gruppenletzter ausgeschieden. |
| 1990 | Italien             | Vorrunde                           | Belgien, Spanien, Uruguay       | 22.      | Lee Hoe-taik  | Ohne Punkt als Gruppenletzter ausgeschieden. |
| 1994 | USA                 | Vorrunde                           | Spanien, Bolivien, Deutschland  | 20.      | Kim Ho        | Als Gruppendritter nach zwei Remis gegen Spanien und Bolivien, sowie einer Niederlage gegen Deutschland ausgeschieden. |
| 1998 | Frankreich          | Vorrunde                           | Mexiko, Niederlande, Belgien    | 30.      | Cha Bum-kun   | Als Gruppenletzter ausgeschieden. |
| 2002 | Südkorea/Japan      | Spiel um Platz drei                | Türkei                          | Vierter  | Guus Hiddink  | Im Spiel um Platz 3 erzielte Hakan Şükür gegen Südkorea das schnellste Tor der WM-Geschichte, als er nach 11 Sekunden zum 1:0 traf. |
| 2006 | Deutschland         | Vorrunde                           | Togo, Frankreich, Schweiz       | 17.      | Dick Advocaat | Als Gruppendritter ausgeschieden |
| 2010 | Südafrika           | Achtelfinale                       | Uruguay                         | 15.      | Huh Jung-moo  | Nach einem Sieg gegen Griechenland, einer Niederlage gegen Argentinien und einem Unentschieden gegen Nigeria, schied Südkorea im Achtelfinale gegen Uruguay aus.                                                                               |
| 2014 | Brasilien           | Vorrunde                           | Russland, Algerien, Belgien     | 27.      | Hong Myung-bo | Als Gruppenletzter ausgeschieden. |
| 2018 | Russland            | Vorrunde                           | Schweden Mexiko Deutschland     | 19.      | Shin Tae-yong | Als Gruppendritter vor Titelverteidiger Deutschland ausgeschieden. |
| 2022 | Katar               | Achtelfinale                       | Brasilien                       | 16.      | Paulo Bento   | Die Mannschaft qualifizierte sich am drittletzten Spieltag der 3. Qualifikationsrunde. Nach einem Sieg gegen Portugal, einem Unentschieden gegen Uruguay und einer Niederlage gegen Ghana schied Südkorea im Achtelfinale gegen Brasilien aus. |
| 2026 | Kanada, Mexiko, USA | qualifiziert                       |                                 |          |               | Die Mannschaft qualifizierte sich am vorletzten Spieltag der 3. Qualifikationsrunde. |

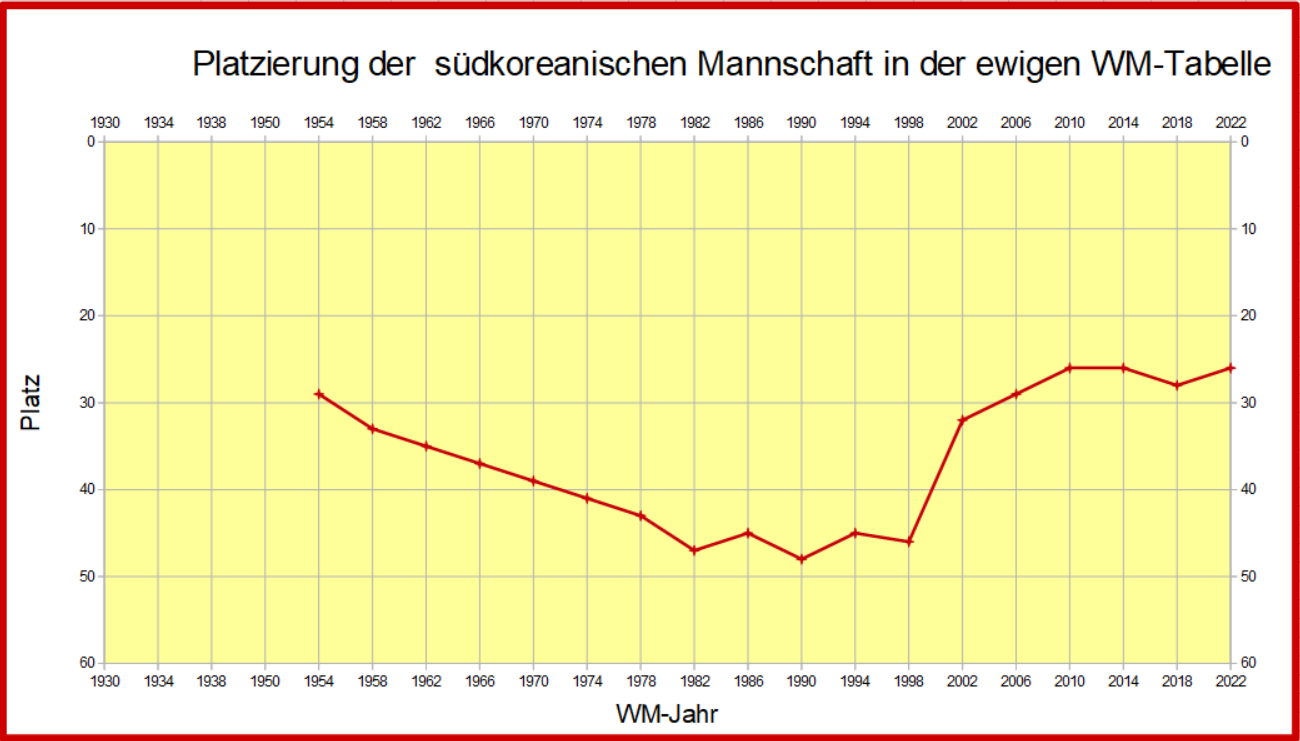
Platzierung der südkoreanischen Mannschaft in der ewigen WM-Tabelle

Statistik (Angaben inkl. 2022: 22 Weltmeisterschaften)
- Keine Teilnahme: 6× (27 %; 1930, 1934, 1938, 1950, 1958 und 1966)
- Nicht qualifiziert: 5× (23 %; 1962, 1970, 1974, 1978 und 1982)

- Sportliche Qualifikation: 10× (45 % bzw. bei 67 % der Versuche)
- Teilnahme ohne Qualifikation als Gastgeber: einmal (5 %; 2002)
  - Vorrunde: 8× (36 %; 1954, 1968, 1990, 1994, 1998, 2006, 2014 und 2018)
  - Achtelfinale: 2× (9 %; 2010 und 2022)
  - Spiel um Platz 3: 1× (5 %; 2002)
    - 4. Platz: 1× (5 %; 2002)

## WM-Turniere

### Weltmeisterschaften 1930 bis 1950
Vor dem Zweiten Weltkrieg war Korea ein Teil Japans. Japan nahm an allen drei Vorkriegs-Fußballweltmeisterschaften nicht teil. Seit 1948 gibt einen eigenständigen südkoreanische Fußballverband, der seitdem auch Mitglied in der FIFA ist, und im selben Jahr bestritt Südkorea auch sein erstes Länderspiel. Doch an der Qualifikation zur Fußball-Weltmeisterschaft 1950 nahm Südkorea nicht teil.

### Weltmeisterschaft 1954
Noch vor Beginn der Qualifikation zogen der taiwanesische Fußballverband und die Volksrepublik China ihre Meldungen wegen politischer Spannungen zurück. Daraufhin traten die verbliebenen Mannschaften von Südkorea und Japan zweimal auf japanischem Boden gegeneinander an. Südkorea gewann das erste Spiel nach 0:1-Rückstand noch mit 5:1, das zweite Spiel endete 2:2. Damit hatte sich Südkorea für die WM-Endrunde in der Schweiz qualifiziert. Dort verlor Südkorea gegen Ungarn mit 0:9 und gegen die Türkei mit 0:7 und schied somit in der Vorrunde aus. Damit verabschiedete sich Südkorea für 32 Jahre von der WM-Bühne.

### Weltmeisterschaft 1958
Südkoreas Anmeldung zur Qualifikation für die WM in Schweden kam zu spät und wurde von der FIFA nicht akzeptiert.

### Weltmeisterschaft 1962
In der Qualifikation für WM in Chile gewann Südkorea gegen Japan mit 2:1 und 2:0 und qualifizierte sich für das interkontinentale Playoff gegen Jugoslawien. Die Playoff-Spiele gingen mit 1:5 und 1:3 verloren, damit hatte sich Jugoslawien auf Kosten Südkoreas für die WM-Endrunde in Chile qualifiziert.

### Weltmeisterschaft 1966
Vor Beginn der Qualifikation für WM in England zog Südkorea seine Meldung zurück. Einzig Nordkorea und Australien traten zur Qualifikation an, Nordkorea qualifizierte sich für die WM-Endrunde.

### Weltmeisterschaft 1970
In der Qualifikation für WM in Mexiko belegte Südkorea in einer Dreiergruppe nur den zweiten Rang hinter Australien und vor Japan und schied somit aus. Gruppensieger Australien verlor anschließend die entscheidenden Playoff-Spiele um die WM-Endrundenteilnahme gegen Israel.

### Weltmeisterschaft 1974
Im entscheidenden Finalspiel zur Ermittlung des Asien-Ozeanien-Vertreter der WM 1974 in der Bundesrepublik Deutschland unterlag Südkorea im neutralen Hongkong gegen Australien mit 0:1, nachdem die regulären Playoff-Spiele mit 0:0 (Sydney, Australien) und 2:2 (Seoul, Südkorea) endeten.

### Weltmeisterschaft 1978
In der ersten Qualifikationsrunde konnte sich Südkorea gegen Israel und Japan durchsetzen und qualifizierte sich für die finale Qualifikationsrunde der Asien-Ozeanien Zone. Dort belegte Südkorea aber nur den zweiten Platz hinter dem Iran, dem einzigen Endrundenvertreter Asien und Ozeaniens bei der WM-Endrunde in Argentinien.

### Weltmeisterschaft 1982
In der ersten Qualifikationsrunde mit Kuwait, Malaysia und Thailand wurde Südkorea nur Zweiter hinter Kuwait und schied damit aus. Kuwait wurde in der finalen Qualifikationsrunde der Asien-Ozeanien-Zone Gruppensieger und qualifizierte sich für die WM-Endrunde in Spanien.

### Weltmeisterschaft 1986
In der Qualifikation für die zweite WM in Mexiko konnte sich Südkorea in der ersten Runde gegen Malaysia und Nepal durchsetzen. Im ostasiatischen Halbfinale konnte man sich mit 2:0 und 4:1 gegen Indonesien durchsetzen. Auch das ostasiatische Finale wurde gegen Japan mit 2:1 und 1:0 gewonnen. Damit war Südkorea als Vertreter Ostasiens für die WM-Endrunde in Mexiko qualifiziert. Dort schied man bereits in der Vorrunde als Gruppenletzter in der Gruppe A aus. Beim 1:3 im ersten Spiel gegen den späteren Weltmeister Argentinien erzielte Park Chang-sun immerhin das erste WM-Tor für Südkorea. Und gegen Bulgarien gelang mit einem 1:1 der erste Punktgewinn bei einer WM. Beim 2:3 gegen Titelverteidiger Italien gelangen sogar zwei Tore und nur durch ein Eigentor von Choi Kwang-rae konnte Italien gewinnen.

### Weltmeisterschaft 1990
In der Qualifikation für die zweite WM in Italien konnte sich Südkorea zunächst in der 1. Gruppenphase gegen Malaysia, Singapur und Nepal durchsetzen. In der finalen Gruppenphase konnte sich Südkorea als Gruppensieger für die WM-Endrunde qualifizieren. Als Gruppenzweiter ebenfalls qualifiziert waren die Vereinigten Arabischen Emirate. Die übrigen vier Mannschaften Katar, China, Saudi-Arabien und Nordkorea schieden aus. Beim Endrunden-Turnier in Italien gingen alle drei Spiele in der Gruppe E verloren.

### Weltmeisterschaft 1994
In der Qualifikation für die WM in den USA konnte sich Südkorea als Gruppensieger gegen Bahrain, Libanon, Hongkong und Indien durchsetzen. In der finalen Gruppe mit Saudi-Arabien, Japan, Irak, Iran und Nordkorea konnte sich Südkorea als Gruppenzweiter zusammen mit Gruppensieger Saudi-Arabien für die WM-Endrunde qualifizieren (siehe auch Fußballländerspiel Japan – Irak 1993). Im Endrundenturnier gelang gegen Spanien (2:2 nach einem 0:2-Rückstand) und Bolivien (0:0) jeweils ein Punktgewinn. Das letzte Gruppenspiel gegen Deutschland ging mit 2:3 verloren. Südkorea verpasste dadurch als einer der beiden schlechtesten Gruppendritten das Achtelfinale.

### Weltmeisterschaft 1998
In der Qualifikation für die zweite WM in Frankreich gelang in der ersten Runde gegen Thailand und Hongkong der Gruppensieg. In der zweiten Runde gelang ebenfalls der Gruppensieg vor Japan, den Vereinigten Arabischen Emiraten, Usbekistan und Kasachstan. Damit war Südkorea für das Endrundenturnier in Frankreich qualifiziert. Auch im WM-Turnier 1998 schied Südkorea in der Vorrunde aus. Die Gruppenspiele gegen die Niederlande und Mexiko gingen verloren. Nur gegen Belgien gelang ein Unentschieden.

### Weltmeisterschaft 2002
Für die erste WM in Asien war Südkorea zusammen mit Japan als Co-Gastgeber automatisch qualifiziert. In der Vorrunde wurde Südkorea Gruppensieger vor den USA, Portugal und Polen. Dabei gelang im ersten Gruppenspiel gegen Polen der erste WM-Sieg. Südkorea konnte im Achtelfinale Italien und im Viertelfinale Spanien besiegen, verlor aber dann das Halbfinale gegen Deutschland. Auch das Spiel um Platz 3 gegen die Türkei wurde verloren.

### Weltmeisterschaft 2006
In der Qualifikation für die zweite WM in Deutschland war Südkorea per Freilos direkt für die erste Hauptrunde qualifiziert. Dort konnte sich Südkorea in der Gruppe 7 der Asien-Zone gegen Libanon, Vietnam und Malediven als Gruppensieger durchsetzen. In der zweiten Gruppenphase ging es gegen Saudi-Arabien, Usbekistan und Kuwait, musste aber Saudi-Arabien den Vortritt lassen, Südkoreas zweiter Platz reichte allerdings für die Qualifikation für das WM-Endrundenturnier in Deutschland. In der WM-Gruppe G gelang zwar gegen Togo ein Sieg und gegen Frankreich wurde unentschieden gespielt, doch man verlor das abschließende Gruppenspiel gegen die Schweiz, und schied somit als Gruppendritter aus.

### Weltmeisterschaft 2010

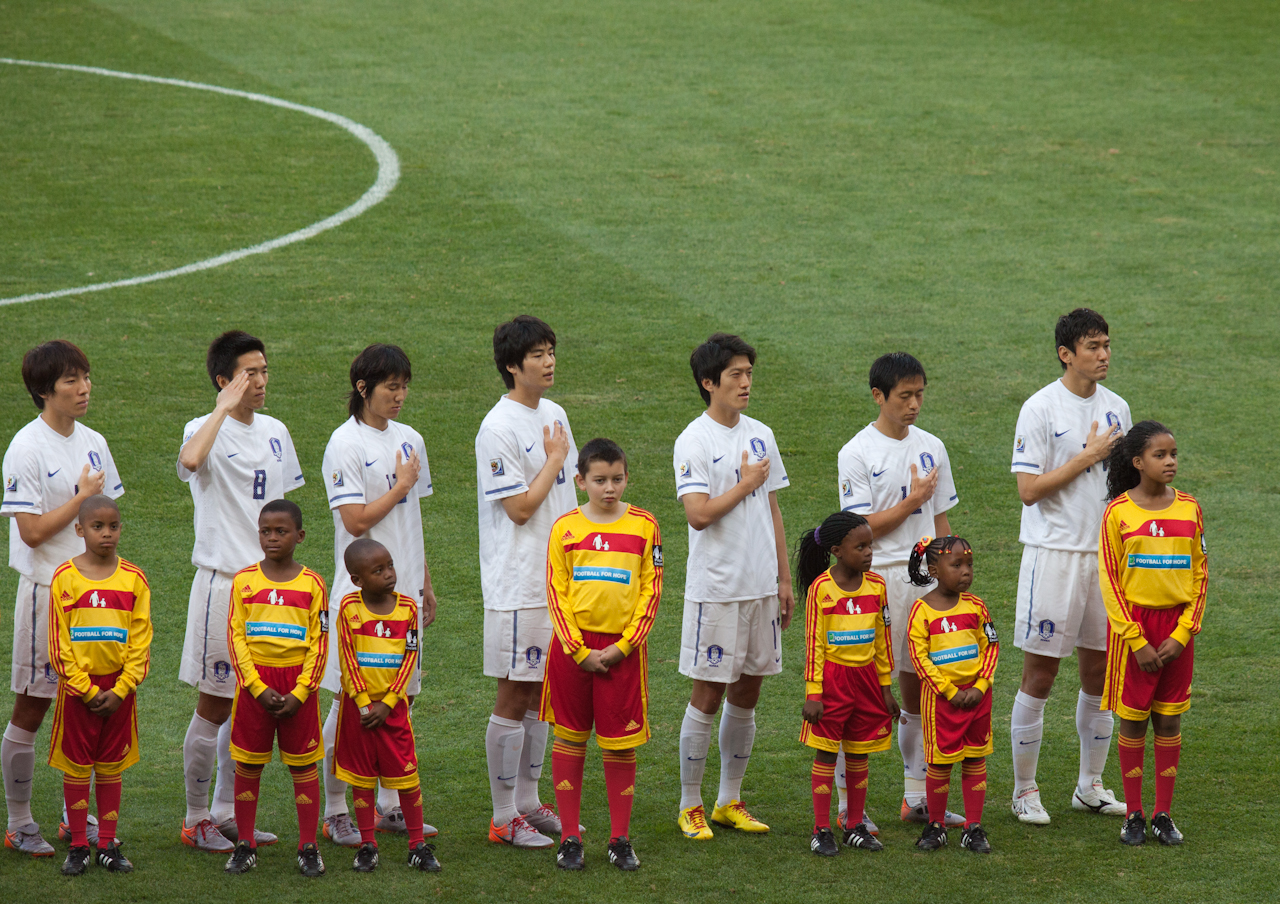
Südkoreanische Spieler vor dem Spiel gegen Uruguay

Auch in der Qualifikation für die erste WM in Afrika war Südkorea per Freilos direkt für die erste Hauptrunde qualifiziert. In der Gruppe 3 der Asien-Zone traf Südkorea auf Nordkorea, Jordanien und Turkmenistan. Südkorea gelang zusammen mit Nordkorea der Einzug in die nächste Runde. Dort konnte sich Südkorea als Gruppensieger für die WM in Südafrika qualifizieren. Zweiter wurde das ebenfalls qualifizierte Nordkorea, weitere Gruppengegner waren: Saudi-Arabien, Iran und die Vereinigten Arabischen Emirate. Im ersten WM-Endrundenspiel gelang Südkorea ein Sieg gegen Griechenland, gegen Argentinien wurde zwar verloren, doch ein Unentschieden im abschließenden Gruppenspiel gegen Nigeria reichte zum Einzug in das Achtelfinale. Dieses ging mit 1:2 gegen Uruguay verloren.

### Weltmeisterschaft 2014

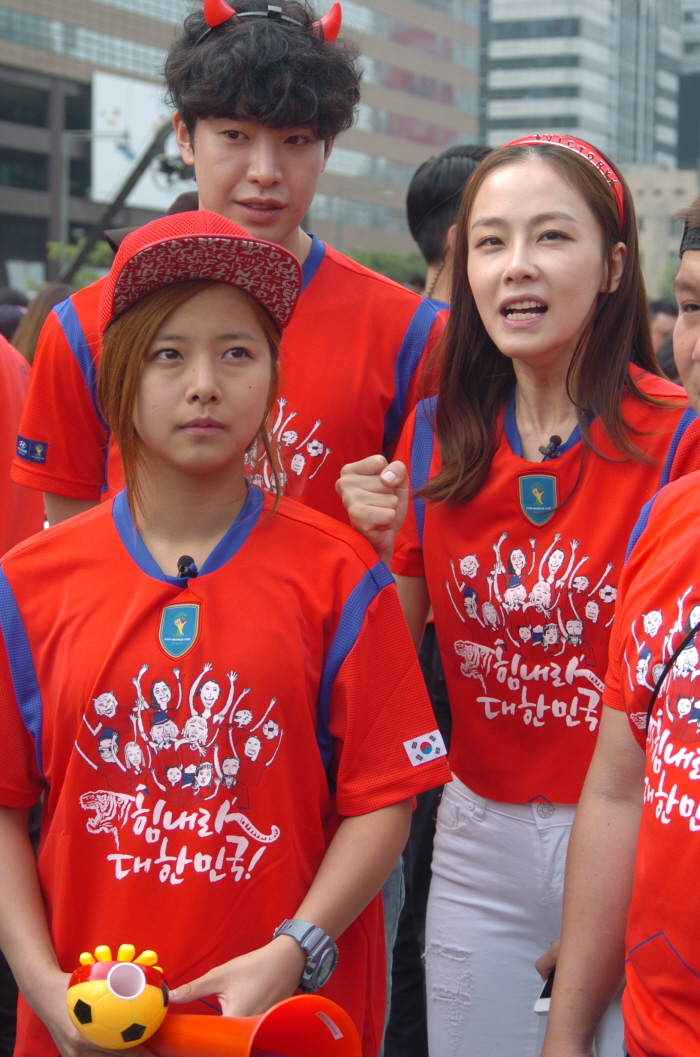
Südkoreanische Fans bei der WM 2014

In der Qualifikation für die zweite WM in Brasilien kam Südkorea als gesetztes Team direkt in die dritte Runde. In der Gruppe B gemeinsam mit dem Libanon gelang der Einzug in die vierte Runde, Kuwait und die Vereinigten Arabischen Emirate schieden aus. Dort konnte sich Südkorea als Gruppenzweiter hinter dem Iran für das WM-Endrundenturnier in Brasilien qualifizieren, weitere Gruppengegner waren Usbekistan, Katar und Libanon. Beim WM-Turnier in Brasilien belegte Südkorea in der Gruppe H nur den vierten Platz.

### Weltmeisterschaft 2018
In der Qualifikation für die WM in Russland kam Südkorea, das seit September 2014 von Uli Stielike trainiert wird, als gesetztes Team direkt in die zweite Runde. In der Gruppe G traf die Mannschaft auf Kuwait, den Libanon, Myanmar und Laos. Südkorea gewann als einzige Mannschaft alle Spiele, allerdings fand das zweite Spiel gegen Kuwait nicht statt, da die Kuwaitis gesperrt wurden. Als Gruppensieger traf die Mannschaft in der dritten Runde auf den Iran, Usbekistan, die Volksrepublik China, Katar und Syrien. Mit vier Siegen sowie je drei Remis und Niederlagen wurde der zweite Platz belegt und damit die direkte Qualifikation für die Endrunde erreicht. Entscheidend dabei war ein torloses Remis am letzten Spieltag in Usbekistan, bei einer Niederlage wären die Usbeken Gruppenzweite geworden. Durch das Remis verpassten sie aber sogar den dritten Platz, der noch zu weiteren Playoffspielen berechtigt hätte.
Bei der Endrunde verlor Südkorea das erste Spiel gegen Schweden mit 0:1 und unterlag im zweiten Spiel gegen Mexiko mit 1:2. Trotz zweier Niederlagen bestand immer noch eine theoretische Chance auf das Erreichen des Achtelfinales. Dazu hätte es allerdings einen Sieg gegen Weltmeister Deutschland und einen Sieg Mexikos im Parallelspiel gegen Schweden bedurft, wobei entweder Südkorea oder Mexiko mit zwei oder mehr Toren Unterschied gewinnen müsste.
Im letzten Spiel gegen Titelverteidiger Deutschland standen sie unter Dauerdruck, da die Deutschen einen Sieg mit zwei Toren Differenz benötigten, um sicher das Achtelfinale zu erreichen, Südkorea verteidigte aber geschickt. In der Nachspielzeit gelangen dann den Südkoreanern zwei Tore und damit der erste Sieg gegen einen Titelverteidiger. Sie erreichten das Achtelfinale aber trotzdem nicht, weil Schweden gegen Mexiko mit 3:0 gewann. In der ewigen Rangliste verschlechterte sich Südkorea um zwei Plätze.

### Weltmeisterschaft 2022
Südkorea musste erst in der zweiten Runde der Qualifikation antreten. Gegner waren der Libanon, Sri Lanka, Nordkorea und Turkmenistan. Die Qualifikation begann für die Südkoreaner mit zwei Siegen und zwei Remis ohne Gegentor im Herbst 2019. Aufgrund der COVID-19-Pandemie fanden im Jahr 2020 keine Spiele statt. Im März 2021 sollte die Qualifikation dann fortgesetzt werden.  Tatsächlich ging es erst im Juni weiter und mit zwei weiteren Siegen sicherten sich die Südkoreaner den Gruppensieg. Die acht Gruppensieger und die vier besten Gruppenzweiten erreichten die dritte Runde, die im September 2021 begann. Hier begannen die Südkoreaner mit einem torlosen Remis gegen den Irak und einem 1:0 gegen den Libanon. Im Oktober folgte ein 2:1 gegen Syrien und ein 1:1 im Iran. Mit einem 1:0 daheim gegen die Vereinigten Arabischen Emirate und einem 3:0 auf neutralem Platz gegen den Irak in Katar wurde das Länderspieljahr 2021 abgeschlossen. Ins neue Jahr starteten die Südkoreaner mit einem 1:0-Sieg im Libanon und einem 2:0 gegen Syrien in den Emiraten, womit sie sich die WM-Teilnahme vorzeitig sicherten. Durch eine 0:1-Niederlage am letzten Spieltag gegen die Emirate wurde der Gruppensieg verspielt. Für die Emirate bedeutete der Sieg die Möglichkeit, sich in Play-offs gegen Australien und bei einem Sieg gegen Peru die Endrunde zu erreichen – was nicht gelang.
Bei der Endrunde trafen die seit 2018 vom Portugiesen Paulo Bento trainierten Südkoreaner auf Portugal, Ghana und Uruguay. Nach einem torlosen Remis im Auftaktspiel gegen Uruguay und einer knappen 2:3-Niederlage gegen Ghana erzielte die Mannschaft im letzten Gruppenspiel gegen Portugal den entscheidenden Sieg (2:1), der Südkorea den Einzug ins Achtelfinale ermöglichte. Dort trafen die Südkoreaner auf Rekordweltmeister Brasilien, dem sie mit 1:4 unterlagen, sodass Südkorea nach vier Spielen aus dem Turnier ausschied.

### Weltmeisterschaft 2026
Für die erste WM in drei Ländern – Kanada, Mexiko und den USA – wurde die Zahl der Teilnehmer auf 48 erhöht und den asiatischen Mannschaften drei feste Plätze mehr zugestanden, so dass sich nun acht AFC-Mitglieder direkt qualifizieren können. Eine weitere asiatische Mannschaft nimmt am WM-Play-off-Turnier im März 2026 teil. Südkorea musste erst in der zweiten Runde in die Qualifikation einsteigen und trifft dort zwischen November 2023 und Juni 2024 in Hin- und Rückspielen auf China, Singapur und Thailand. Gegen die drei Mannschaften haben die Südkoreaner eine positive Bilanz. Daran änderte auch die Qualifikation nichts, denn mit fünf Siegen und einem Remis wurde die dritte Runde erreicht. Auch hier blieben die Südkoreaner ungeschlagen und qualifizierten sich mit sechs Siegen und vier Remis als Gruppensieger vor Jordanien, das sich als Gruppenzweiter erstmals für die Endrunde qualifizierte, dem	Irak, dem  Oman, Palästina und Kuwait am vorletzten Spieltag für die WM-Endrunde.

## Spieler

### Rangliste der südkoreanischen WM-Spieler mit den meisten Einsätzen
01. Hong Myung-bo – 16 bei 4 Turnieren
02. Park Ji-sung – 14 bei 3 Turnieren
03. Lee Young-pyo – 12 bei 3 Turnieren
04. Kim Nam-il und Lee Woon-jae – 11 bei 3 Turnieren
06. Ahn Jung-hwan, Hwang Sun-hong, Kim Tae-young, Lee Chun-soo, Son Heung-min und Yoo Sang-chul – 10 bei 2 bzw. 3 (Hwang, Son) Turnieren

### Rangliste der südkoreanischen WM-Spieler mit den meisten WM-Toren
01. Ahn Jung-hwan, Park Ji-sung und Son Heung-min – je 3 Tore
04. Cho Gue-sung, Hong Myung-bo, Hwang Sun-hong, Kim Young-gwon, Lee Chung-yong, Lee Jung-soo und Yoo Sang-chul – je 2 Tore

### WM-Kapitäne
- 1954: Min Byung-dae (1. Spiel), Park Kyu-chang (2. Spiel)
- 1986: Park Chang-sun
- 1990: Chung Yong-hwan (1. Spiel), Choi Soon-ho (2. und 3. Spiel)
- 1994: Choi In-young (1. bis 3. Spiel bis zur Halbzeitpause)
- 1988: Yoo Sang-chul
- 2002: Hong Myung-bo (dreimal ausgewechselt)
- 2006: Lee Woon-jae
- 2010: Park Ji-sung
- 2014: Koo Ja-cheol
- 2018: Ki Sung-yong (1. und 2. Spiel), Son Heung-min (3. Spiel)
- 2022: Son Heung-min

### Anteil der im Ausland spielenden Spieler im WM-Kader
| Jahr (Spiele) | Anzahl (Länder) | Spieler (Einsätze) |
| ------------- | --- | --- |
| 1954 (2)      | 0 | |
| 1986 (3)      | 1 (in Deutschland) | Cha Bum-kun (3) |
| 1990 (3)      | 0 | |
| 1994 (3)      | 2 (1 in Deutschland, 1 in Japan) | Kim Joo-sung (3); Noh Jung-yoon (2) |
| 1998 (3)      | 5 (1 in Frankreich, 3 in Japan, 1 in den Niederlanden)                                                                                     | Seo Jung-won (3); Ha Seok-ju (2), Hong Myung-bo (3), Kim Do-hoon (2); Noh Jung-yoon (1) |
| 2002 (7)      | 7 (1 in Belgien, 1 in Italien, 5 in Japan)                                                                                                 | Seol Ki-hyeon (7); Ahn Jung-hwan (7); Choi Yong-soo (1), Hwang Sun-hong (5), Park Ji-sung (7), Yoo Sang-chul (7), Yoon Jong-hwan (0) |
| 2006 (3)      | 7 (1 in Deutschland, 3 in England, 2 in Japan, 1 in der Türkei)                                                                            | Ahn Jung-hwan (3); Lee Young-pyo (3), Park Ji-sung (3), Seol Ki-hyeon (2); Cho Jae-jin (3), Kim Jin-kyu (3); Lee Eul-yong (2) |
| 2010 (4)      | 9 (1 in China, 1 in Deutschland, 2 in England, 1 in Frankreich, 2 in Japan, 1 in Russland, 1 in Saudi-Arabien, 1 in Schottland)            | Ahn Jung-hwan (0); Cha Du-ri (3); Park Ji-sung (4), Lee Chung-yong (4); Park Chu-young (4); Kim Bo-kyung (0), Lee Jung-soo (4); Kim Nam-il (3); Lee Young-pyo (4); Ki Sung-yong (4) |
| 2014 (3)      | 17 (3 in China, 5 in Deutschland, 5 in England, 3 in Japan, 1 in Saudi-Arabien)                                                            | Ha Dae-sung (0), Kim Young-gwon (2), Park Jong-woo (0); Hong Jeong-ho (3), Ji Dong-won (2), Koo Ja-cheol (3), Park Joo-ho (0), Son Heung-min (3); Ki Sung-yong (3), Kim Bo-kyung (2), Lee Chung-yong (3), Park Chu-young (2), Yun Suk-young (3); Han Kook-young (3), Hwang Seok-ho (1), Kim Chang-soo (0); Kwak Tae-hwi (0) |
| 2018 (3)      | 10 (1 in China, 1 in Deutschland, 2 in England, 1 in Italien, 4 in Japan, 1 in Österreich)                                                 | Kim Young-gwon (3); Koo Ja-cheol (2); Ki Sung-yong (2), Son Heung-min (3); Lee Seung-woo (2); Jang Hyun-soo (2), Jung Woo-young (3), Kim Jin-hyeon, Kim Seung-gyu; Hwang Hee-chan (3) |
| 2022 (4)      | 12 (1 in China, 2 in Deutschland, 2 in England, 2 in Griechenland, 1 in Italien, 1 in Japan, 1 in Katar, 1 in Saudi-Arabien, 1 in Spanien) | Son Jun-ho (3); Lee Jae-sung (3), Jeong Woo-yeong (1); Son Heung-min (4), Hwang Hee-chan (2); Hwang Ui-jo (4), Hwang In-beom (4); Kim Min-jae (3); Kwon Kyung-won (2); Jung Woo-young (4); Kim Seung-gyu (4); Lee Kang-in (4)                                                                                               |

### Bei Weltmeisterschaften gesperrte Spieler
- 1990: Yoon Deok-yeo erhielt im letzten Gruppenspiel gegen Uruguay die Rote Karte, die aber keine weitere Wirkung hatte, da Südkorea ausschied.
- 1994: Choi Young-il erhielt im letzten Gruppenspiel gegen Deutschland die zweite Gelbe Karte, die aber keine Wirkung hatte, da Südkorea ausschied.
- 1998: Ha Seok-ju erhielt im Spiel gegen Mexiko die Rote Karte und war für das Spiel gegen die Niederlande gesperrt. Lee Min-seong erhielt im letzten Gruppenspiel gegen Belgien die zweite Gelbe Karte, die aber keine Wirkung hatte, da Südkorea ausschied.
- 2006: Lee Chun-soo erhielt im letzten Gruppenspiel die zweite Gelbe Karte, die aber keine Wirkung hatte, da Südkorea ausschied.
- 2018: Jung Woo-young erhielt im letzten Gruppenspiel die zweite Gelbe Karte, die aber keine Wirkung hatte, da Südkorea ausschied.
- 2022: Jung Woo-young erhielt im Achtelfinale gegen Brasilien die zweite Gelbe Karte, die aber keine Wirkung hatte, da Südkorea ausschied.

## Spiele
Südkorea bestritt bisher 38 WM-Spiele. Davon wurden sieben gewonnen, 21 verloren und 10 endeten unentschieden. Zwei Spiele mussten verlängert werden, da ein Sieger ermittelt werden musste. Eins gewann Südkorea durch Golden Goal, eins im Elfmeterschießen. Südkorea hatte bisher sieben Heimspiele, traf aber nie auf einen Gastgeber. Zweimal traf Südkorea bisher auf den Titelverteidiger (1994 und 2018/Deutschland) und einmal auf den späteren Weltmeister (1986/Argentinien). Zweimal traf Südkorea auf Neulinge: 1954, als man selber Neuling war, auf die Türkei und 2006 auf Togo. Häufigste Gegner sind Belgien, Deutschland und Spanien mit je drei Spielen.
| Alle WM-Spiele |            |                       |              |   |                         |                  |                                                                                         |
| Nr.            | Datum      | Ergebnis              | Gegner       |   | Austragungsort          | Anlass           | Bemerkungen                                                                             |
| 1              | 17.06.1954 | 0:9                   | Ungarn       | * | Zürich (CHE)            | Vorrunde         |                                                                                         |
| 2              | 20.06.1954 | 0:7                   | Türkei       | * | Genf (CHE)              | Vorrunde         | einer der drei höchsten Siege der Türkei (zudem je ein 7:0 gegen Syrien und San Marino) |
| 3              | 02.06.1986 | 1:3                   | Argentinien  | * | Puebla (MEX)            | Vorrunde         | Erstes WM-Tor                                                                           |
| 4              | 06.06.1986 | 1:1                   | Bulgarien    | * | Puebla (MEX)            | Vorrunde         | Erster Punktgewinn                                                                      |
| 5              | 10.06.1986 | 2:3                   | Italien      | * | Mexiko-Stadt (MEX)      | Vorrunde         |                                                                                         |
| 6              | 12.06.1990 | 0:2                   | Belgien      | * | Verona (ITA)            | Vorrunde         |                                                                                         |
| 7              | 17.06.1990 | 1:3                   | Spanien      | * | Udine (ITA)             | Vorrunde         |                                                                                         |
| 8              | 21.06.1990 | 0:1                   | Uruguay      | * | Udine(ITA)              | Vorrunde         |                                                                                         |
| 9              | 17.06.1994 | 2:2                   | Spanien      | * | Dallas (USA)            | Vorrunde         |                                                                                         |
| 10             | 23.06.1994 | 0:0                   | Bolivien     | * | Foxborough (USA)        | Vorrunde         |                                                                                         |
| 11             | 27.06.1994 | 2:3                   | Deutschland  | * | Dallas (USA)            | Vorrunde         | schlechtester aller 6 Gruppendritten                                                    |
| 12             | 13.06.1998 | 1:3                   | Mexiko       | * | Lyon (FRA)              | Vorrunde         |                                                                                         |
| 13             | 20.06.1998 | 0:5                   | Niederlande  | * | Marseille (FRA)         | Vorrunde         | Erstes Länderspiel gegen die Niederlande                                                |
| 14             | 25.06.1998 | 1:1                   | Belgien      | * | Paris (FRA)             | Vorrunde         |                                                                                         |
| 15             | 04.06.2002 | 2:0                   | Polen        | H | Busan                   | Vorrunde         |                                                                                         |
| 16             | 10.06.2002 | 1:1                   | USA          | H | Daegu                   | Vorrunde         |                                                                                         |
| 17             | 14.06.2002 | 1:0                   | Portugal     | H | Incheon                 | Vorrunde         | Erstes Länderspiel gegen Portugal                                                       |
| 18             | 18.06.2002 | 2:1 n. V. (G.G.)      | Italien      | H | Daejeon                 | Achtelfinale     | Erster Sieg gegen Italien                                                               |
| 19             | 22.06.2002 | 0:0 n. V. (5:3 i. E.) | Spanien      | H | Gwangju                 | Viertelfinale    |                                                                                         |
| 20             | 25.06.2002 | 0:1                   | Deutschland  | H | Seoul                   | Halbfinale       |                                                                                         |
| 21             | 29.06.2002 | 2:3                   | Türkei       | H | Daegu                   | Spiel um Platz 3 |                                                                                         |
| 22             | 13.06.2006 | 2:1                   | Togo         | * | Frankfurt am Main (DEU) | Vorrunde         |                                                                                         |
| 23             | 18.06.2006 | 1:1                   | Frankreich   | * | Leipzig (DEU)           | Vorrunde         |                                                                                         |
| 24             | 23.06.2006 | 0:2                   | Schweiz      | * | Hannover (DEU)          | Vorrunde         |                                                                                         |
| 25             | 12.06.2010 | 2:0                   | Griechenland | * | Port Elizabeth (ZAF)    | Vorrunde         |                                                                                         |
| 26             | 17.06.2010 | 1:4                   | Argentinien  | * | Johannesburg (ZAF)      | Vorrunde         |                                                                                         |
| 27             | 22.06.2010 | 2:2                   | Nigeria      | * | Durban (ZAF)            | Vorrunde         |                                                                                         |
| 28             | 26.06.2010 | 1:2                   | Uruguay      | * | Port Elizabeth (ZAF)    | Achtelfinale     |                                                                                         |
| 29             | 17.06.2014 | 1:1                   | Russland     | * | Cuiabá (BRA)            | Vorrunde         |                                                                                         |
| 30             | 22.06.2014 | 2:4                   | Algerien     | * | Porto Alegre (BRA)      | Vorrunde         |                                                                                         |
| 31             | 26.06.2014 | 0:1                   | Belgien      | * | São Paulo (BRA)         | Vorrunde         |                                                                                         |
| 32             | 18.06.2018 | 0:1                   | Schweden     | * | Nischni Nowgorod (RUS)  | Gruppenspiel     |                                                                                         |
| 33             | 23.06.2018 | 1:2                   | Mexiko       | * | Rostow am Don (RUS)     | Gruppenspiel     |                                                                                         |
| 34             | 27.06.2018 | 2:0                   | Deutschland  | * | Kasan (RUS)             | Gruppenspiel     |                                                                                         |
| 35             | 24.11.2022 | 0:0                   | Uruguay      | * | ar-Rayyan (QAT)         | Vorrunde         |                                                                                         |
| 36             | 28.11.2022 | 2:3                   | Ghana        | * | ar-Rayyan (QAT)         | Vorrunde         |                                                                                         |
| 37             | 02.12.2022 | 2:1                   | Portugal     | * | ar-Rayyan (QAT)         | Vorrunde         |                                                                                         |
| 38             | 28.11.2022 | 1:4                   | Brasilien    | * | Doha (QAT)              | Achtelfinale     |                                                                                         |

Gegen folgende Länder gelangen der südkoreanischen Mannschaft ihre höchsten Siege bei WM-Turnieren:
- Deutschland:  Vorrunde 2018 – 2:0 (zudem ein 3:1 in einem Freundschaftsspiel)
- Griechenland: Vorrunde 2010 – 2:0 (zudem ein 2:0 in einem Freundschaftsspiel)
- Italien: Achtelfinale 2002 – 2:1 n. V.  (einziger Sieg gegen Italien)
- Polen: Vorrunde 2002 – 2:0 (einziger Sieg gegen Polen)
- Portugal: Vorrunde 2002 – 1:0 und Vorrunde 2022 – 2:1 (einzige Spiele gegen Portugal)

Gegen folgende Länder kassierte die südkoreanische Mannschaft ihre höchsten Niederlagen bei WM-Turnieren:
- Algerien: Vorrunde 2014 – 2:4 (einzige Niederlage gegen Algerien)
- Argentinien: Vorrunde 2010 – 1:4
- Belgien: Vorrunde 1990 – 0:2
- Deutschland: Vorrunde 1994 – 2:3 und Halbfinale 2002 – 0:1 (einzige Niederlagen gegen Deutschland)
- Italien: Vorrunde 1986 – 2:3 (einzige Niederlage gegen Italien)
- Niederlande: Vorrunde 1998 – 0:5
- Schweiz: Vorrunde 2010 – 0:2 (einzige Niederlage gegen die Schweiz)
- Türkei: Vorrunde 1954 – 0:7
- Ungarn: Vorrunde 1954 – 0:9

## Negativrekorde
- Schlechteste Mannschaft beim WM-Turnier 1954. Zwei Niederlagen, 0:16 Tore.
- Höchste Niederlage im ersten WM-Spiel: 0:9 gegen Ungarn 1954
- In der ewigen Tabelle hatte Südkorea seit der 2:4-Niederlage gegen Algerien bei der WM 2014 in absoluten Zahlen die schlechteste Tordifferenz aller 77 aufgeführten Mannschaften: 31:67 Tore = minus 36. Diesen Negativrekord hatte zuvor Mexiko inne, und dies ununterbrochen seit dem allerersten WM-Spiel, dem Eröffnungsspiel der WM 1930, als Mexiko gegen Frankreich mit 1:4 verlor. Seit dem 27. Juni 2018 hatten beide wieder eine Tordifferenz von -36, die sich aber bei Mexiko noch auf -38 änderte.
- Den relativen Negativrekord hält dagegen Indonesien (1938 als Niederländisch-Indien) mit minus 6, durch ein einziges WM-Spiel, einer 0:6-Niederlage gegen Ungarn. Zwischenzeitlich (von 1954 bis 1986) hatte Südkorea mit 0:16 Toren in 2 Spielen, also einen Schnitt von minus 8 auch diesen Negativrekord inne.